# Rimsdorf
Rimsdorf – miejscowość i gmina we Francji, w regionie Grand Est, w departamencie Dolny Ren.
Według danych na rok 1990 gminę zamieszkiwało 251 osób, 41 os./km².